# 한중시
한중(중국어 간체자: 汉中, 정체자: 漢中, 병음: Hànzhōng)은 중국 산시성의 서남부에 있는 지급시(地级市)이다. 면적은 27,246km이고, 인구는 약 370만 명이다.

## 역사
중국 한나라 지방의 중심지였다. 진나라의 붕괴 후 초패왕 항우와 한나라의 유방이 다툴 때는 유방이 항우를 피해 험난한 지형을 가진 이곳에서 힘을 비축하였다. 3세기 삼국 시대에는 조조가 다스리던 위와 유비의 촉나라의 국경 지대였으며, 전략적 요충지였다. 황충이 위나라를 치러 갈 때, 하후연의 20만 군대과 부딪혔던 곳으로, 하후연은 결국 이곳에서 숨을 거두게 되었다. 한중을 정벌하러 온 조조는 한중을 가리켜 계륵이라고 칭하기도 하였다.

## 지리

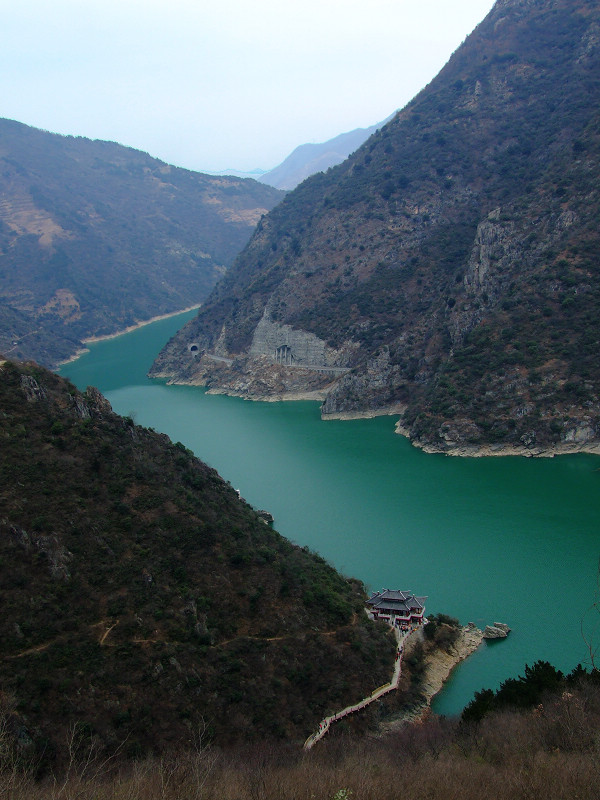
바오허

북위 33°2—33°22, 동경 106°51—107°10 사이에 위치한다. 해발고도 500~600m의 평지가 전체 면적의 34.62%를 차지하고 601~800m의 구릉이 28.1%, 701~2,038m의 산지가 37.2%를 차지한다. 한중 시내는 해발고도 500m 지점에 놓여있다.
한중의 지리를 한마디로 표현하는 말은 촉도난(蜀道難)이다. 북쪽으로는 친링산맥(중국어 간체자: 秦岭, 정체자: 秦嶺) 산맥을 경계로 하며, 남쪽으로는 파산(巴山)을 경계로 한다. 물산이 풍부하며, 경치가 수려하다.
"촉나라로 가는 길은 힘들어서 하늘에 오르기보다 더 힘들더라!"(蜀道之難難於上靑天)
연평균 기온은 14.2~14.6 °C이고 연평균 강수량은 700~1,700mm이다.
| 한중시의 기후                                                 | 한중시의 기후 | 한중시의 기후 | 한중시의 기후 | 한중시의 기후 | 한중시의 기후 | 한중시의 기후 | 한중시의 기후 | 한중시의 기후 | 한중시의 기후 | 한중시의 기후 | 한중시의 기후 | 한중시의 기후 | 한중시의 기후 |
| 월                                                            | 1월           | 2월           | 3월           | 4월           | 5월           | 6월           | 7월           | 8월           | 9월           | 10월          | 11월          | 12월          | 연간          |
| ------------------------------------------------------------- | ------------- | ------------- | ------------- | ------------- | ------------- | ------------- | ------------- | ------------- | ------------- | ------------- | ------------- | ------------- | ------------- |
| 역대 최고 기온 °C (°F)                                        | 20.3 (68.5)   | 21.9 (71.4)   | 29.4 (84.9)   | 32.5 (90.5)   | 36.1 (97.0)   | 37.0 (98.6)   | 38.4 (101.1)  | 38.0 (100.4)  | 36.8 (98.2)   | 31.4 (88.5)   | 24.8 (76.6)   | 18.2 (64.8)   | 38.4 (101.1)  |
| 일평균 최고 기온 °C (°F)                                      | 7.5 (45.5)    | 10.7 (51.3)   | 16.1 (61.0)   | 22.3 (72.1)   | 26.1 (79.0)   | 29.0 (84.2)   | 30.9 (87.6)   | 30.6 (87.1)   | 25.0 (77.0)   | 19.3 (66.7)   | 13.4 (56.1)   | 8.2 (46.8)    | 19.9 (67.9)   |
| 일일 평균 기온 °C (°F)                                        | 3.2 (37.8)    | 6.1 (43.0)    | 10.8 (51.4)   | 16.4 (61.5)   | 20.4 (68.7)   | 24.1 (75.4)   | 26.3 (79.3)   | 25.7 (78.3)   | 20.8 (69.4)   | 15.3 (59.5)   | 9.3 (48.7)    | 4.2 (39.6)    | 15.2 (59.4)   |
| 일평균 최저 기온 °C (°F)                                      | 0.2 (32.4)    | 2.8 (37.0)    | 6.9 (44.4)    | 11.9 (53.4)   | 16.1 (61.0)   | 20.1 (68.2)   | 22.5 (72.5)   | 22.0 (71.6)   | 17.8 (64.0)   | 12.7 (54.9)   | 6.6 (43.9)    | 1.5 (34.7)    | 11.8 (53.2)   |
| 역대 최저 기온 °C (°F)                                        | −10.1 (13.8)  | −8.4 (16.9)   | −4.8 (23.4)   | −1.1 (30.0)   | 5.7 (42.3)    | 10.0 (50.0)   | 15.1 (59.2)   | 14.1 (57.4)   | 7.9 (46.2)    | −1.3 (29.7)   | −3.9 (25.0)   | −10.0 (14.0)  | −10.1 (13.8)  |
| 평균 강수량 mm (인치)                                         | 6.3 (0.25)    | 11.2 (0.44)   | 28.2 (1.11)   | 53.9 (2.12)   | 87.4 (3.44)   | 99.5 (3.92)   | 144.3 (5.68)  | 118.2 (4.65)  | 141.1 (5.56)  | 77.1 (3.04)   | 33.1 (1.30)   | 7.9 (0.31)    | 808.2 (31.82) |
| 평균 강수일수 (≥ 0.1 mm)                                      | 4.7           | 5.3           | 8.2           | 9.5           | 11.6          | 11.8          | 12.6          | 11.2          | 13.2          | 12.4          | 8.5           | 5.2           | 114.2         |
| 평균 강설일수                                                 | 3.2           | 1.8           | 0.6           | 0             | 0             | 0             | 0             | 0             | 0             | 0             | 0.4           | 1.3           | 7.3           |
| 평균 상대 습도 (%)                                            | 77            | 74            | 71            | 72            | 72            | 75            | 78            | 78            | 83            | 86            | 86            | 81            | 78            |
| 평균 월간 일조시간                                            | 74.4          | 78.3          | 120.7         | 155.0         | 169.4         | 170.2         | 191.7         | 188.2         | 108.9         | 87.6          | 72.5          | 74.8          | 1,491.7       |
| 가능 일조율                                                   | 23            | 25            | 32            | 40            | 39            | 40            | 44            | 46            | 30            | 25            | 23            | 24            | 33            |
| 출처: 중국기상국 (평년값: 1991년~2020년, 극값: 1971년~2010년) |               |               |               |               |               |               |               |               |               |               |               |               |               |

## 행정 구역
| 한중 시 현급 행정 구역 | #        | 이름   | 간자     | 면적(km2) | 인구(명) |
| ---------------------- | -------- | ------ | -------- | --------- | -------- |
|                        |          |        |          |           |          |
| 시할구                 |          |        |          |           |          |
| 1                      | 한타이구 | 汉台区 | 547.93   | 547,700   |          |
| 7                      | 난정구   | 南郑区 | 2,823.78 | 492,400   |          |
| 현                     |          |        |          |           |          |
| 2                      | 청구현   | 城固县 | 2,216.08 | 468,200   |          |
| 3                      | 양 현    | 洋县   | 3,197.53 | 395,700   |          |
| 4                      | 포핑현   | 佛坪县 | 1,267.21 | 32,900    |          |
| 5                      | 시샹현   | 西乡县 | 3,220.71 | 351,900   |          |
| 6                      | 전바현   | 镇巴县 | 3,413.63 | 240,300   |          |
| 8                      | 닝창현   | 宁强县 | 3,246.80 | 319,100   |          |
| 9                      | 뤠양현   | 略阳县 | 2,828.82 | 202,500   |          |
| 10                     | 몐현     | 勉县   | 2,382.24 | 410,200   |          |
| 11                     | 류바현   | 留坝县 | 1,956.66 | 43,900    |          |

## 경제
지역 내 농업과 임업의 중심지이다.

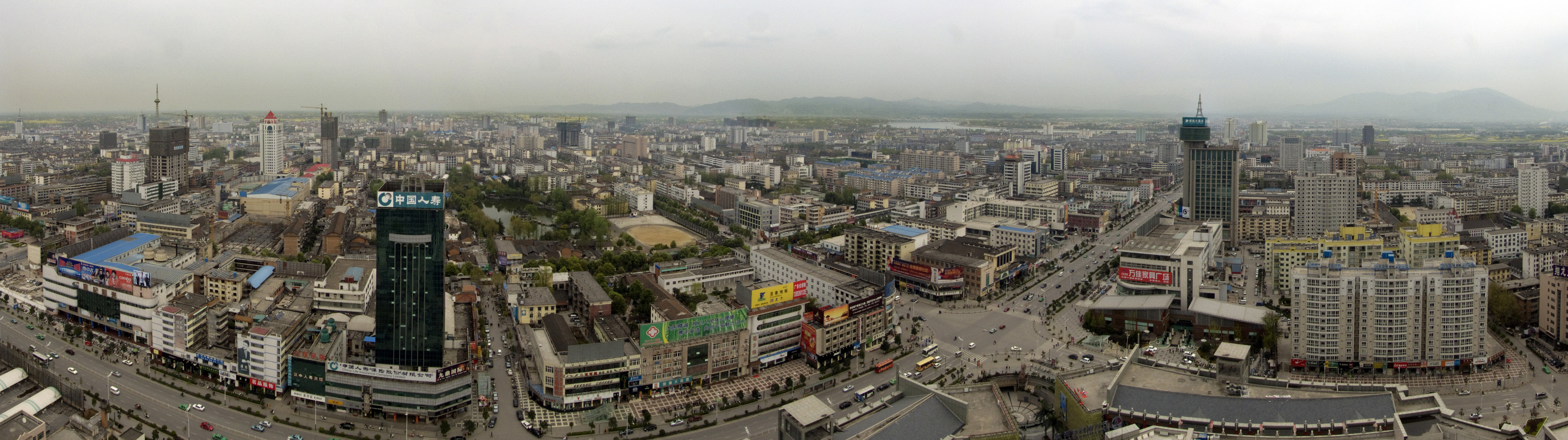
한중 시의 전경 (2009)

한중은 대규모 공업 단지에서 국방 산업이 활발하며, 항공 산업은 중요한 산업과 경제 성장의 중요한 구성 요소이다. 샨시 비행 공업 (그룹) 유한 회사 (약칭 샨페이 그룹)은 중국 항공 공업 그룹에 속해 있으며, 국가에 의해 1969년 승인되었다.
샨시 항공기는 중국 AVIC산하 시안항공기등 9대 항공기
생산기지중하나다.

## 볼거리
서촉의 관문 땅이기 때문에 초한지와 삼국지 관련 유적지가 많다. 전한 고조 유방이 활약을 하던 기원전 206년-기원 220년에 관련 유적지로는 고한대(古漢台)와 배장단(拜將台/拜将坛)이 있고, 3세기 촉나라 때 유적으로는 무후묘(武侯墓 제갈공명의 묘), 정군산(定軍山), 마초무덤(馬超), 명월협 고잔도(明月峽 古棧道), 무후사(武侯祠) 등이 있다.

## 교통
한중은 촉도난(蜀道難)이라고 하여 예전부터 교통의 험지로 일컬어져 왔다. 샨시성 서안(西安)에서 접근을 하거나 쓰촨성 성도(成都)에서 접근을 하여야 했다. 시간도 4~6시간 이상 걸려서 실제로 한국인들은 좀처럼 접근을 하지 않는 지역이었으나, 2007년 9월 20일 서안과 한중 간에 서한고속도로(西漢高速公路) 개통됨으로써 2~3시간 이내로 줄어들었다.
중국 내에서도 가장 개발이 힘들었던 이곳은 2002년 착공해서 2007년 9월 30일이 되어서야 서안에서 한중까지 258km에 이르는 한중고속도로가 개통된 것이다. 중국 내에서도 가장 난공사로 기록되며, 왕복 4차선이며, 산과 산 사이로 높은 교각을 세워 만들었고, 산을 관통하는 터널도 중국 내에서 가장 많은 총 136개의 터널을 가진 고속도로가 되었다.
공항으로는 한중 공항(IATA: HGZ, ICAO: ZLHZ)이 있다.

## 출신 인물
- 장건: 한나라의 외교관. 성고현 출신